# زبان‌گاوی بزرگ‌پولک
زبان‌گاوی بزرگ‌پولک (نام علمی: Cynoglossus arel) نام یک گونه از سرده کفشک زبان‌گاوی است.